# O. Peter Olsen
Ove Peter Olsen (født 3. februar 1821 i København, død 3. januar 1885) var en dansk skolelærer og politiker.
Olsen var født i København i 1821 som søn af te- og porcelænshandler Niels Olsen. Han gik i skole i Det von Westenske Institut til 1836 og bestyrede farens forretning til dennes død i 1840. Herefter fik han eksamen fra Jonstrup Seminarium i 1843 og blev samme år hjælpelærer i Vidsbølle ved Køge og skolelærer dér i 1848. Senere var lhan ærer i Soderup ved Roskilde.
Olsen var medlen af Folketinget valgt i Præstø Amts 2. valgkreds (Faxekredsen) 1852-1858 hvor han trak sig tilbage.